# Política de Vietnam

Emblema de Vietnam

La política de Vietnam está dominada por un único partido bajo un sistema autoritario, el Partido Comunista de Vietnam (PCV). El presidente de Vietnam es el jefe de Estado y el primer ministro de Vietnam es el jefe de gobierno, ambos son independientes del secretario general del Partido Comunista de Vietnam, que dirige el PCV y es jefe del politburó y de la Comisión Militar Central, por lo que el secretario general es el líder supremo de facto de Vietnam. El poder ejecutivo lo ejercen el Gobierno y el presidente de Vietnam. El poder legislativo recae en la Asamblea Nacional de Vietnam (en vietnamita: Quốc hội Việt Nam). El poder judicial es independiente del ejecutivo. El Parlamento aprobó la actual Constitución de Vietnam, la quinta, el 28 de noviembre de 2013.
El sistema político vietnamita es autoritario y la libertad de reunión, asociación, expresión, prensa y religión, así como el activismo de la sociedad civil, están estrictamente restringidos. No hay líderes nacionales elegidos libremente, la oposición política está reprimida, toda actividad religiosa está controlada por el PCV, no se permite la disidencia y los derechos civiles están restringidos. Las elecciones en Vietnam se celebran bajo un sistema político autoritario de partido único. Vietnam es una de las pocas dictaduras contemporáneas dirigidas por partidos que no celebran elecciones multipartidistas directas a nivel nacional. El carácter competitivo de las elecciones está muy condicionado por el monopolio del poder del Partido Comunista en Vietnam, las limitaciones a la libertad de expresión y la interferencia del gobierno en las elecciones.
La Asamblea Nacional es un órgano legislativo unicameral con poco poder de facto. La Asamblea Nacional tiene 500 miembros, elegidos indirectamente por votación popular para mandatos de cuatro años. El poder legislativo es, según la Constitución, el órgano supremo del Estado. Sus competencias incluyen la promulgación y modificación de la Constitución y las leyes; la aprobación del presupuesto gubernamental; la supervisión del Gobierno de Vietnam y otros titulares de poderes públicos responsables ante la Asamblea Nacional; y el nombramiento de los miembros del poder judicial. La Constitución y la legislación vietnamitas prevén de iure elecciones periódicas para el cargo de presidente de la República Socialista, la Asamblea Nacional y los Consejos Populares.
El Presidente (Chủ tịch nước) es elegido por la Asamblea Nacional para un mandato de cinco años y actúa como comandante en jefe de iure de las Fuerzas Armadas Populares de Vietnam y presidente del Consejo de Defensa y Seguridad. Sin embargo, el presidente tiene derecho a decidir sobre las marcas ejecutivas. El Gobierno (Chính phủ), principal poder ejecutivo estatal de Vietnam, está presidido por el primer ministro, que cuenta con varios vice primeros ministros y varios ministros encargados de actividades concretas. El poder ejecutivo es responsable de la ejecución de las actividades políticas, económicas, culturales, sociales, de defensa nacional, de seguridad y exteriores del Estado.
Vietnam tiene un sistema judicial regido por la Constitución de Vietnam y la legislación nacional promulgada por la Asamblea Nacional. El Tribunal Popular Supremo (Tòa án Nhân dân Tối cao) es el más alto tribunal de apelación de Vietnam. Existen otros tribunales especializados en Vietnam, como el Tribunal Militar Central, el Tribunal Penal, el Tribunal Civil y el Tribunal de Apelación. La Fiscalía Popular Suprema observa la aplicación de los órganos del Estado y se asegura de que los ciudadanos vietnamitas cumplan la ley.

## Figuras principales
En la práctica, un liderazgo colectivo de cuatro personas se encarga de gobernar Vietnam. Conocidos extraoficialmente como los cuatro pilares (en vietnamita: tứ trụ, chữ Hán: 四柱), el conjunto está formado por el secretario General del Partido Comunista de Vietnam, el presidente de Vietnam, el primer ministro de Vietnam y el presidente de la Asamblea Nacional de Vietnam, siendo cuatro figuras clave en el sistema político vietnamita. Se trata de un instrumento para evitar consolidar demasiado poder en un solo cargo, evitando así la dictadura.

## Marco jurídico
Vietnam es una república socialista unipartidista. El actual Estado vietnamita remonta su linaje directo a la República Democrática de Vietnam (Vietnam del Norte) y a la Revolución de agosto de 1945 liderada por Hồ Chí Minh. La actual Constitución fue aprobada el 28 de noviembre de 2013 por la Asamblea Nacional de Vietnam. Ha habido otras cuatro constituciones en la historia de Vietnam: las de 1946, 1959, 1980 y 1992. El Partido Comunista de Vietnam, principal órgano no estatal, actúa de acuerdo con las leyes. Los poderes del gobierno en Vietnam se dividen en legislativo, ejecutivo y judicial. El sistema jurídico de Vietnam se basa en el derecho socialista, según el artículo 12 de la constitución.

## Ideología de Estado

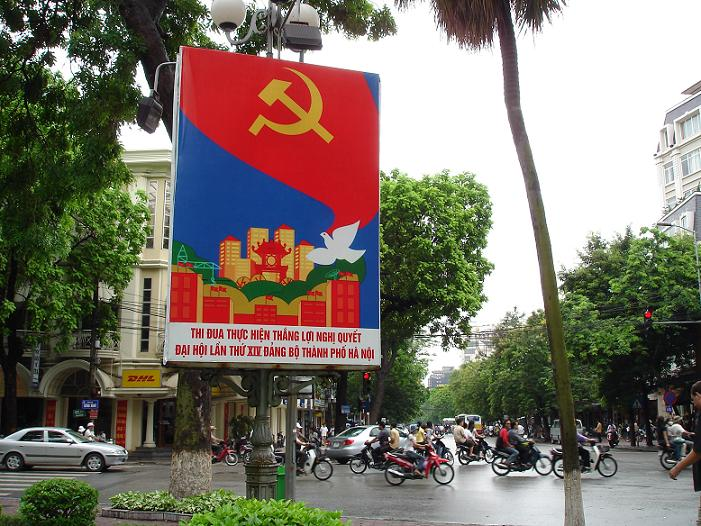
Cartel del Partido Comunista en Hanói

Vietnam es una república socialista con un sistema unipartidista dirigido por el Partido Comunista de Vietnam (PCV). El PCV propugna el marxismo-leninismo y el pensamiento Hồ Chí Minh, la filosofía política y la ideología del difunto Hồ Chí Minh. Las dos ideologías funcionan como una base ideológica firme y sirven de guía para las actividades del Partido y del Estado. Según la Constitución, Vietnam se encuentra «en el periodo de transición al socialismo». El marxismo-leninismo se introdujo en Vietnam en las décadas de 1920 y 1930, y la cultura vietnamita se ha dirigido bajo la bandera del patriotismo y el marxismo-leninismo. Las creencias de Hồ Chí Minh no se sistematizaron durante su vida, ni tampoco rápidamente tras su muerte. La biografía del «Presidente Hồ» escrita por Trường Chinh en 1973 hacía hincapié en su política revolucionaria. El pensamiento de Hồ Chí Minh se sistematizó en 1989, bajo el liderazgo de Nguyễn Văn Linh. El pensamiento de Hồ Chí Minh, junto con el marxismo-leninismo, se convirtió en la ideología oficial del CPV y del Estado en 1991. La pretensión de legitimidad del CPV se mantuvo tras el colapso del comunismo en 1989 y la disolución de la Unión Soviética en 1991 por su compromiso con el pensamiento de Hồ Chí Minh, según Sophie Quinn-Judge. Según Pierre Brocheux, autor de Ho Chi Minh: una biografía, la actual ideología del Estado es el Pensamiento Hồ Chí Minh, en el que el marxismo-leninismo desempeña un papel secundario. Mientras que algunos afirman que el Pensamiento Hồ Chí Minh se utiliza como velo para los dirigentes del Partido ya que, según esta versión, han dejado de creer en el comunismo, otros afirman que esto no es cierto teniendo en cuenta que Hồ Chí Minh era un ferviente partidario de la dictadura del proletariado. Otros consideran que el Pensamiento Hồ Chí Minh es un término político paraguas cuya principal función es introducir de contrabando ideas y políticas no socialistas sin cuestionar la legalidad socialista.
Desde su fundación, la ideología clave ha sido el marxismo-leninismo, pero desde la introducción de una economía mixta a finales de los años ochenta y noventa, ha perdido su legitimidad ideológica y moral monopolista. Como quedó claro a raíz de las reformas del Đổi Mới, el Partido no podía basar su gobierno en la defensa exclusiva de los obreros y los campesinos, lo que oficialmente se denominaba la «alianza obrero-campesina». En la constitución introducida en 1992, el Estado representaba a los «obreros, campesinos e intelectuales». En los últimos años, el Partido ha dejado de representar a una clase específica, para hacerlo a los «intereses de todo el pueblo», lo que incluye a los empresarios. La última barrera de clase se eliminó en 2002, cuando se permitió a los miembros del Partido dedicarse a actividades privadas. Al restar importancia al papel del marxismo-leninismo, el Partido ha adquirido una ideología más amplia, haciendo más hincapié en el nacionalismo, el desarrollismo y convirtiéndose en protector de la tradición.

## Partido Comunista de Vietnam

La bandera del Partido Comunista de Vietnam

Según la versión oficial, el Partido Comunista de Vietnam (en vietnamita: Đảng Cộng sản Việt Nam) dirige al pueblo vietnamita «para llevar a cabo la renovación, modernización e industrialización del país». Según los estatutos del Partido, enmendados en el IX Congreso Nacional el 22 de abril de 2001, el PCV fue «establecido y formado por el presidente Hồ Chí Minh, ha dirigido al pueblo vietnamita para llevar a cabo con éxito la Revolución de Agosto, estableciendo la República Democrática de Việt Nam, ahora República Socialista de Việt Nam, para derrotar a los invasores extranjeros, abolir el régimen colonial y feudalista, liberar y reunificar el país, y luego llevar a cabo la causa de la renovación y la construcción socialista y defender firmemente la independencia nacional». Cree en el internacionalismo socialista de la clase obrera y apoya la «lucha por la paz, la independencia nacional, la democracia y el progreso social de los pueblos del mundo». El PCV actúa como vanguardia del pueblo trabajador y de toda la nación representando sus intereses. Su objetivo es crear «un país fuerte, independiente, próspero y democrático, con una sociedad equitativa y civilizada, para realizar el socialismo y, en última instancia, el comunismo.» La base ideológica del Partido es el marxismo-leninismo y el pensamiento Hồ Chí Minh. Estas ideologías guían las actividades del Partido, al tiempo que promueven «las tradiciones de la nación y absorben las ideas esenciales de otras naciones».
El PCV está organizado según los principios del centralismo democrático. Practica «la crítica, la autocrítica y la disciplina estricta» y persigue «el liderazgo colectivo y la responsabilidad individual, y la promoción de la camaradería y la solidaridad en consonancia con los programas políticos y los estatutos del Partido». El PCV está sujeto a las leyes vietnamitas y a la Constitución. Es el partido gobernante del país y promueve el «dominio del pueblo sobre el país». El Partido está bajo la supervisión del pueblo. Depende de que el pueblo contribuya al partido, fortaleciendo, uniendo y dirigiendo al pueblo en la causa revolucionaria. El sistema político de Vietnam está dirigido por el PCV, y éste «dirige, respeta y promueve el papel del Estado, el Frente de la Patria de Vietnam (FPV) y otras organizaciones sociopolíticas».
En 2021, el secretario general del Partido Comunista, Nguyen Phu Trong, fue reelegido para su tercer mandato, lo que significa que es el líder más poderoso de Vietnam en décadas.

### Congreso
El Congreso Nacional es el máximo órgano del partido. En el Congreso Nacional, que se celebra cada cinco años, se decide la dirección del partido y del gobierno. El Comité Central es elegido por el Congreso Nacional. Los delegados votan las políticas y los puestos de los candidatos dentro de la dirección central del partido. Tras la ratificación de las decisiones tomadas en el Congreso Nacional, éste se disuelve. El Comité Central, que es elegido por el Congreso Nacional cada cinco años, aplica las decisiones del Congreso Nacional en el quinquenio. Dado que el Comité Central sólo se reúne dos veces al año, el politburó aplica las políticas del Congreso Nacional.

### Comité Central

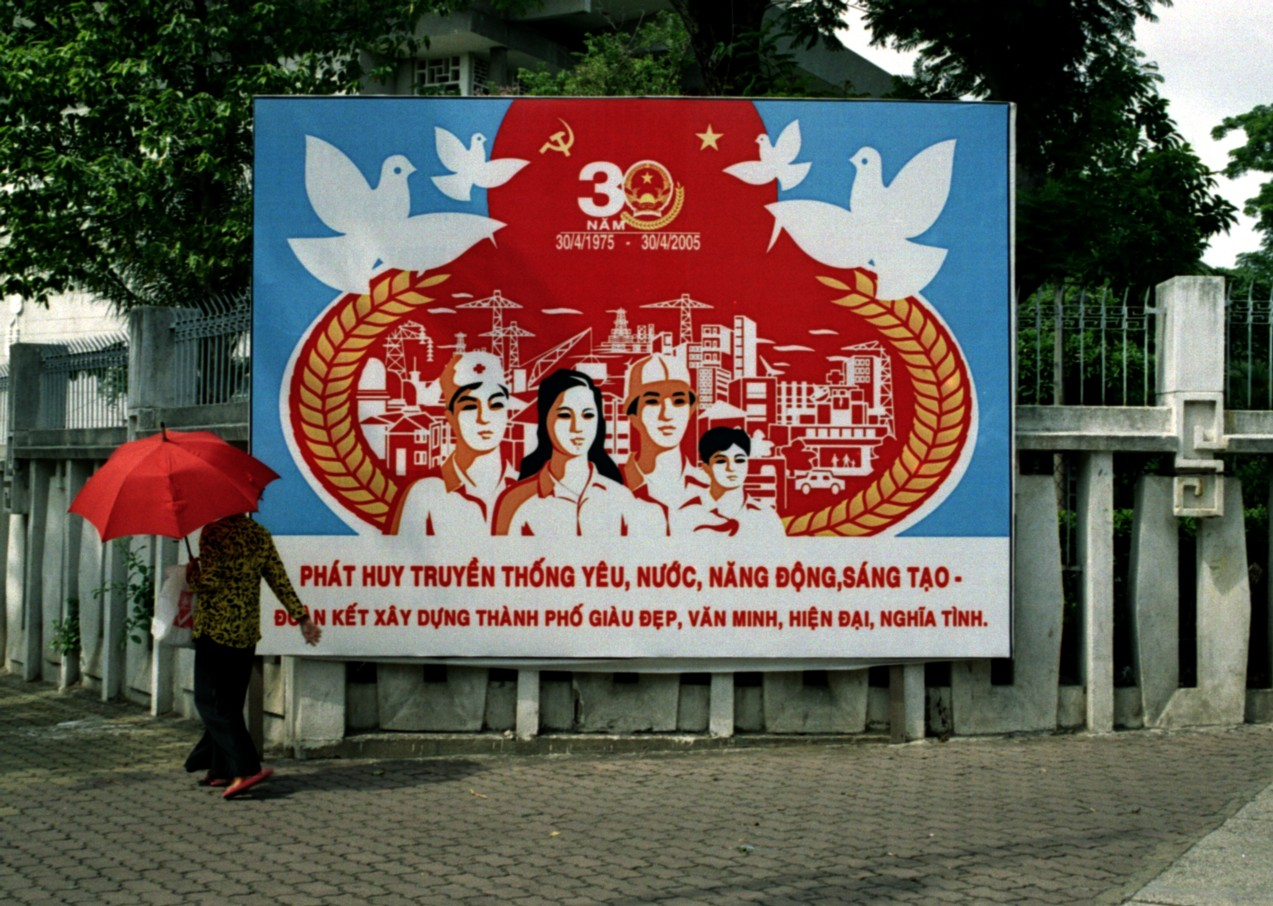
Cartel del Partido Comunista de Vietnam con motivo del 30 aniversario de la reunificación del país en 1975

El Comité Central (CC) es la institución más poderosa del PCV y delega parte de sus poderes en el Secretariado y el politburó cuando no está reunido. Cuando terminó la guerra de Vietnam en 1975, los dirigentes vietnamitas, encabezados por Lê Duẩn, empezaron a centralizar el poder. Esta política continuó hasta el VI Congreso Nacional, cuando Nguyễn Văn Linh asumió el poder. Linh aplicó una política de descentralización económica y política. El partido y la burocracia estatal se opusieron a las iniciativas de reforma de Linh; por ello, éste intentó ganarse el apoyo de los líderes provinciales. Esto hizo que los poderes de las secciones provinciales del CPV aumentaran en la década de 1990. En la década de 1990, el CPV perdió su poder para nombrar o destituir a funcionarios provinciales, como demuestra el hecho de que Võ Văn Kiệt intentara devolver este poder al centro sin éxito. Esta evolución ha llevado a la provincialización del Comité Central; por ejemplo, cada vez más miembros del CC tienen experiencia en el trabajo provincial del partido. Debido a estos cambios, el poder en Vietnam está cada vez más descentralizado. El número de miembros del Comité Central de origen provincial aumentó de un mínimo del 15,6% en 1982 a un máximo del 41% en 2000. El expresidente de la República Socialista de Vietnam Trương Tấn Sang (2011-2016) fue elegido directamente de las provincias en el VIII Congreso del Partido, celebrado en 1996. Debido a la devolución del poder, los poderes del Comité Central han aumentado sustancialmente; por ejemplo, cuando una mayoría de dos tercios del politburó votó a favor de mantener a Lê Khả Phiêu como secretario general (el líder de Vietnam), el Comité Central votó en contra de la moción del politburó y votó unánimemente a favor de destituir a Lê Khả Phiêu de su cargo de secretario general. El Comité Central hizo esto porque la mayoría de sus miembros eran de origen provincial, o trabajaban en las provincias; por ello, estos miembros fueron los primeros en sentir el pellizco cuando la economía empezó a estancarse durante el gobierno de Lê Khả Phiêu.
El Comité Central elige al politburó tras el Congreso del Partido. Dado que el Comité Central en pleno sólo se reúne una vez al año, el politburó funciona como el principal órgano colectivo de toma de decisiones del Partido. El Secretariado también es elegido por el Comité Central, y está dirigido por el secretario general (Tổng Bí thư Ban Chấp hành Trung ương Đảng Cộng sản Việt Nam, ‘secretario general del Comité Central del Partido Comunista de Vietnam’). Es responsable de resolver los problemas de organización y poner en práctica las exigencias del Comité Central. El Secretariado supervisa el trabajo de las comisiones del Comité Central. El secretario general es el líder de facto de Vietnam.
| Oficina                                                | Nombre                                  | Partido           | Desde                                                |
| ------------------------------------------------------ | --------------------------------------- | ----------------- | ---------------------------------------------------- |
| Secretario general del Comité Central                  | Nguyễn Phú Trọng                        | Partido Comunista | 19 de enero de 2011                                  |
| Secretario de la Comisión Militar Central              | Nguyễn Phú Trọng                        | Partido Comunista | 19 de enero de 2011                                  |
| Secretario de la Comisión Central de Seguridad Pública | Tô Lâm                                  | Partido Comunista | Mayo de 2016                                         |
| Secretario ejecutivo de la Secretaría                  | vacante (Võ Thị Ánh Xuân (par intérim)) | Partido Comunista | 2024                                                 |
| Jefe de la Comisión Central de Organización            | Trương Thị Mai                          | Partido Comunista | 5 de abril de 2021                                   |
| Presidente de la Comisión Central de Inspección        | Trần Cẩm Tú                             | Partido Comunista | 9 de mayo de 2018                                    |
| Jefe de la Comisión Central de Propaganda              | Nguyễn Trọng Nghĩa                      | Partido Comunista | 2021                                                 |
| Presidente del Consejo Teórico Central                 | Nguyễn Xuân Thắng                       | Partido Comunista | 28 de marzo de 2011                                  |
| Jefe de la Comisión Central de Popularización          | Bùi Thị Minh Hoài                       | Partido Comunista | 2021                                                 |
| Jefe de la Oficina Central                             | Lê Minh Hưng                            | Partido Comunista | 2021                                                 |
| Jefe de la Comisión Central de Asuntos Exteriores      | Lê Hoài Trung                           | Partido Comunista | 2021                                                 |
| Jefe de la Comisión Central de Economía                | Trần Tuấn Anh                           | Partido Comunista | 2021                                                 |
| Jefe de la Comisión Central de Asuntos Internos        | Phan Đình Trạc                          | Partido Comunista | 26 de febrero de 2016 (Jefe en funciones desde 2015) |

El siguiente es el orden oficial de precedencia del Politburó según el XIII Congreso Nacional del Partido.
1. Nguyễn Phú Trọng, secretario general del Partido
2. Nguyễn Xuân Phúc, presidente del Estado
3. Phạm Minh Chính, primer ministro
4. Vương Đình Huệ, presidente de la Asamblea Nacional
5. Trần Tuấn Anh, jefe de la Comisión de Economía del PCC
6. Nguyễn Hoà Bình, presidente del Tribunal Supremo Popular
7. Lương Cường, General, presidente del Departamento General de Política del Ejército Popular de Vietnam.
8. Đinh Tiến Dũng, secretario del Comité Municipal del Partido de Ha Noi.
9. Phan Văn Giang, ministro de Defensa Nacional
10. Tô Lâm, ministro de Seguridad Pública
11. Trương Thị Mai, jefe de la Comisión de Asuntos Organizativos del Comité Central del Partido
12. Trần Thanh Mẫn, vicepresidente de la Asamblea Nacional
13. Phạm Bình Minh, vice primer ministro
14. Nguyễn Văn Nên, secretario del Comité del Partido de la ciudad de Ho Chi Minh
15. Nguyễn Xuân Thắng, director de la Academia Nacional de Política de Ho Chi Minh, presidente del Consejo Teórico Central
16. Võ Văn Thưởng, miembro permanente de la Secretaría del Partido
17. Phan Đình Trạc, jefe de la Comisión de Asuntos Internos del PCC
18. Trần Cẩm Tú, presidente de la Comisión de Inspección del PCC

El Secretariado (mandato 13) incluye a algunos miembros del politburó asignados para formar parte del Secretariado y a 5 camaradas elegidos en la primera reunión del CCP (mandato 13).
1. Nguyễn Phú Trọng, secretario general del Partido
2. Võ Văn Thưởng, miembro permanente del Secretariado del Partido
3. Trương Thị Mai, jefe de la Comisión de Asuntos Organizativos del Comité Central del Partido.
4. Trần Cẩm Tú, presidente de la Comisión de Inspección del PCC
5. Phan Đình Trạc, jefe de la Comisión de Asuntos Internos del PCC
6. Nguyễn Hòa Bình, jresidente del Tribunal Supremo Popular.
7. Đỗ Văn Chiến, jresidente del Presidium del Frente de la Patria Vietnamita
8. Bùi Thị Minh Hoài, jefe de la Comisión Central de Popularización.
9. Lê Minh Hưng, jefe de la Oficina del PCC
10. Lê Minh Khái, vice primer ministro
11. Nguyễn Trọng Nghĩa, jefe de la Comisión Central de Propaganda

## Frente de la Patria
El Frente de la Patria de Vietnam (FPV) (en vietnamita: Mặt trận Tổ quốc Việt Nam) es un grupo de movimientos procomunistas. Según el artículo 9 de la Constitución, el FPV y sus miembros constituyen «la base política del poder popular». El Estado debe crear un entorno favorable para el FPV y sus organizaciones miembros. El FPV es una organización de masas voluntaria de organizaciones políticas, sociopolíticas y sociales e «individuos de todas las clases, estratos sociales, grupos étnicos y religiones, incluidos los vietnamitas de ultramar». Sus principales objetivos son reunir y construir un bloque de unidad popular, «fortalecer el consenso político y espiritual del pueblo, animar al pueblo a promover su maestría, aplicar las directrices y políticas del PCV y acatar la Constitución y las leyes» El FPV se rige por los principios de «consenso democrático, acción coordinada y unida». Su organización sigue el modelo de la estructura estatal, y el FPV tiene su propio estatuto independiente. Entre las organizaciones miembros del FPV destacan la Confederación General del Trabajo, la Unión de Jóvenes Comunistas Hồ Chí Minh y la Asociación de Veteranos.
| Oficio                                | Nombre       | Partido           | Desde |
| ------------------------------------- | ------------ | ----------------- | ----- |
| Presidente del Comité Central         | Đỗ Văn Chiến | Partido Comunista | 2021  |
| Vicepresidente del Comité Central     | Hầu A Lềnh   | Partido Comunista | 2017  |
| Secretario general del Comité Central | Hầu A Lềnh   | Partido Comunista | 2017  |

## Ejecutivo
El presidente de la República (en vietnamita: Chủ tịch nước Việt Nam) es el jefe del Estado, elegido para un mandato de cinco años por la Asamblea Nacional, y está limitado por la Constitución a un máximo de 3 mandatos. Además de ser el presidente del Consejo de Defensa y Seguridad y comandante en jefe de las Fuerzas Armadas Populares de Vietnam, el presidente tiene la obligación procesal de nombrar o destituir al vicepresidente, al primer ministro, al juez presidente adjunto del Tribunal Popular Supremo y al jefe de la Fiscalía Popular Suprema, con el consentimiento de la Asamblea Nacional mediante votación por mayoría simple. El presidente influye en la política exterior y tiene derecho a declarar el estado de emergencia y la guerra.
El Gobierno (en vietnamita: Chính phủ) está encabezado por el presidente, primer ministro, e integrado por varios vice primeros ministros, ministros y otros miembros. El Gobierno es una administración unificada responsable de la ejecución de las actividades políticas, económicas, culturales, sociales, de defensa nacional, de seguridad y exteriores del Estado. También es responsable de la eficacia del propio aparato estatal de arriba abajo, de la estabilización del país y del cumplimiento de la Constitución. Al igual que el presidente, el Gobierno es elegido por los diputados de la Asamblea Nacional para un mandato de cinco años. El primer ministro del Gobierno (en vietnamita: Thủ tướng Chính phủ) es el jefe del Gobierno y es elegido o destituido por la Asamblea Nacional, a petición del presidente. Desde el 5 de abril de 2021, el primer ministro es Phạm Minh Chính.
| Oficina                              | Estatus      | Nombre          | Partido           | Desde |
| ------------------------------------ | ------------ | --------------- | ----------------- | ----- |
| Presidente                           | en ejercicio | Tô Lâm          | Partido Comunista | 2024  |
| Vicepresidente                       | en ejercicio | Võ Thị Ánh Xuân | Partido Comunista | 2021  |
| Primer ministro                      | en ejercicio | Phạm Minh Chính | Partido Comunista | 2021  |
| Vice primer ministro de primer rango | Vacante      |                 |                   |       |
| Vice primer ministro                 | en ejercicio | Lê Minh Khái    | Partido Comunista | 2021  |
| Vice primer ministro                 | en ejercicio | Trần Lưu Quang  | Partido Comunista | 2023  |
| Vice primer ministro                 | en ejercicio | Trần Hồng Hà    | Partido Comunista | 2023  |

## Legislativo

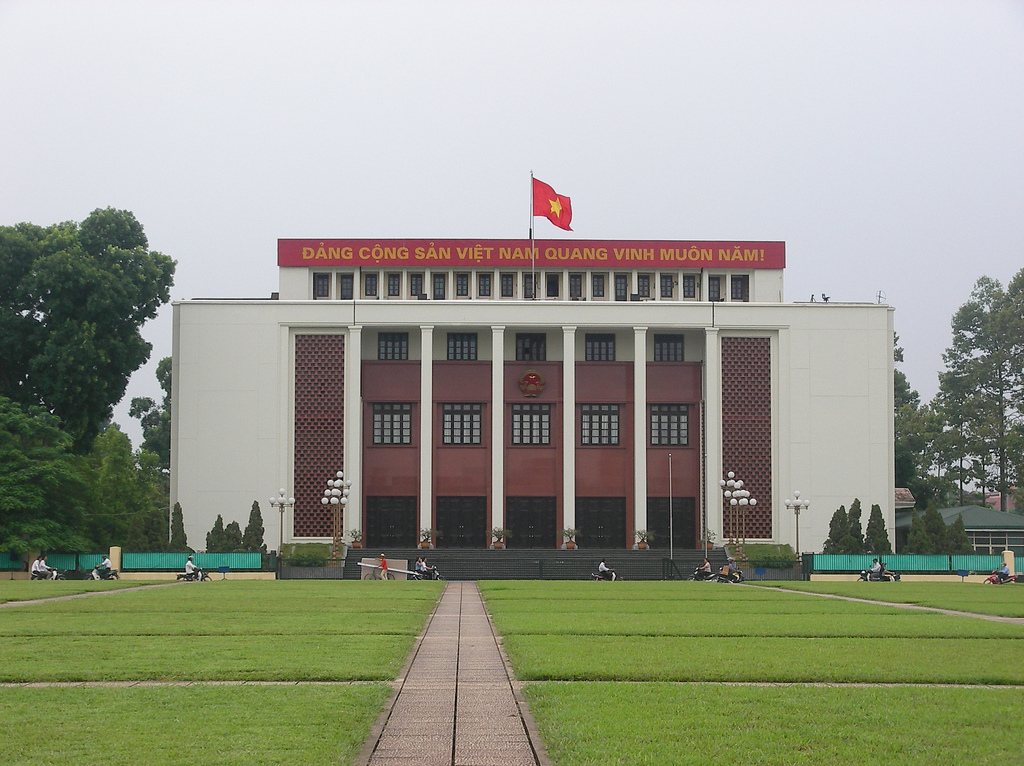
La Asamblea Nacional se reunió en la Sala Ba Đình hasta 2007, cuando el edificio fue demolido.

La Asamblea Nacional (en vietnamita: Quốc hội) es un órgano legislativo unicameral, y se rige sobre la base del centralismo democrático. Es el máximo órgano representativo y el más alto órgano del Estado. La Asamblea Nacional es el único órgano investido de poderes constitucionales y legislativos. Es responsable de las políticas interior y exterior fundamentales, las políticas socioeconómicas y las cuestiones de defensa y seguridad, y ejerce el control supremo de todas las actividades del Estado. Los delegados (o miembros) de la Asamblea Nacional son elegidos mediante voto secreto en elecciones democráticas que se celebran cada cinco años. La Asamblea Nacional se reúne dos veces al año y su Comisión Permanente la representa entre sesiones.
La composición del Comité Permanente está formada por el presidente (en vietnamita: Chủ tịch Quốc hội), los vicepresidentes y otros miembros; estos últimos son elegidos por la Asamblea Nacional. Los miembros del Comité Permanente no pueden ser simultáneamente miembros del Gobierno. Los miembros trabajan a tiempo completo y su mandato coincide con el de la Asamblea Nacional. El Comité Permanente sigue funcionando hasta que se elige una nueva Asamblea Nacional. Según la Constitución, el Comité Permanente es responsable de 12 funciones. De ellas, las más importantes son las de anunciar, convocar y presidir las sesiones de la Asamblea Nacional, interpretar la Constitución, las leyes y las ordenanzas, y dictar ordenanzas sobre los asuntos que le encomiende la Asamblea Nacional. Supervisa y orienta a los Consejos Populares y sus actividades, y dirige, regula y coordina las actividades del Consejo Étnico y de las comisiones de la Asamblea Nacional.
La Asamblea Nacional tiene siete comisiones. La Asamblea Nacional determina la composición de las comisiones. Se encargan del estudio y examen de proyectos de ley, iniciativas legislativas, proyectos de ordenanza y otros proyectos de documentos jurídicos e informes asignados por la Asamblea Nacional o la Comisión Permanente. Las comisiones proporcionan a la Asamblea Nacional y a su Comisión Permanente sus dictámenes sobre el programa legislativo. Las comisiones supervisan y llevan a cabo investigaciones dentro de sus respectivas competencias y ejercen las facultades que establece la ley. La Asamblea Nacional elige al Consejo Étnico, que está compuesto por un presidente, vicepresidentes y otros miembros. El Consejo Étnico estudia y recomienda acciones a la Asamblea Nacional; la Asamblea Nacional tiene que consultar con el Consejo Étnico antes de emitir cualquier decisión sobre política étnica. El presidente del Consejo Étnico debe asistir a las reuniones del Gobierno relacionadas con la política étnica. Las competencias del Consejo Étnico son comparables a las de los comités.
| Oficina                       | Estatus      | Nombre                            | Partido           | Desde |
| ----------------------------- | ------------ | --------------------------------- | ----------------- | ----- |
| Presidente                    | en ejercicio | Vương Đình Huệ                    | Partido Comunista | 2021  |
| Primer vicepresidente         | en ejercicio | Trần Thanh Mẫn                    | Partido Comunista | 2021  |
| Vicepresidente                | en ejercicio | Nguyễn Khắc Định                  | Partido Comunista | 2021  |
| Vicepresidente                | en ejercicio | Nguyễn Đức Hải                    | Partido Comunista | 2021  |
| Vicepresidente                | en ejercicio | Coronel general Trần Quang Phương | Partido Comunista | 2021  |
| Presidente del Consejo Étnico | en ejercicio | Y Thanh Hà Niê Kđăm               | Partido Comunista | 2021  |

## Judicial
El sistema judicial vietnamita se basa en el derecho socialista. El máximo órgano judicial del país es el Tribunal Supremo Popular (TSP)  (en vietnamita: Tòa án Nhân dân Tối cao). La composición del TSP incluye al Presidente del Tribunal Supremo (en vietnamita: Chánh án Tòa án Nhân dân Tối cao), al vicepresidente del Tribunal Supremo, a los jurados y a los secretarios judiciales. La estructura del TSP (de arriba abajo) es la siguiente: Consejo de Jueces, Comisión de Jueces, Tribunal Militar Central, Tribunal Penal, Tribunal Civil, Tribunal de Apelación y personal auxiliar. El juez principal del TSP es elegido por la Asamblea Nacional, mientras que el presidente de la República Socialista tiene potestad para nombrar y destituir al juez principal adjunto y a los jueces a petición del juez principal. El Comité Central del Frente de la Patria Vietnamita presenta a los Jurados Populares, que a su vez son nombrados por el Comité Permanente de la Asamblea Nacional. Según el Portal Web del Gobierno, los principios de funcionamiento de los tribunales son, durante las vistas, que los «jueces y jurados son independientes y sólo obedecen las leyes». La justicia y la democracia dentro del sistema están supuestamente garantizadas porque la toma de decisiones legales es un proceso abierto. Los jurados desempeñan un papel esencial, y los acusados tienen derecho a la defensa y a contratar un abogado.
El Fiscal Supremo del Pueblo (FSP) (en vietnamita: Viện Kiểm sát Nhân dân Tối cao), el equivalente vietnamita a un fiscal general, observa el proceso de ejecución de los ministerios, los organismos de nivel ministerial, los órganos gubernamentales, las autoridades locales, las organizaciones sociales y económicas, las fuerzas armadas, las fuerzas de seguridad y los ciudadanos vietnamitas en general. El FSP respeta la Constitución y las leyes estatales, ejerce la acusación pública según lo establecido por la ley y vela por el cumplimiento de la ley. El jefe del FSP es elegido, destituido o destituido de su cargo a propuesta del presidente. Los subjefes, fiscales e inspectores nombrados por el jefe del FSP pueden ser destituidos por el presidente a petición del jefe.
El TSP es el más alto tribunal de apelación y revisión, y depende de la Asamblea Nacional, que controla el presupuesto del poder judicial y confirma los nombramientos del presidente para el TSP y el FSP. El FSP emite órdenes de detención, a veces con carácter retroactivo. Por debajo del TSP se encuentran los tribunales populares de distrito y provinciales, los tribunales militares y los tribunales administrativos, económicos y laborales. Los tribunales populares son los tribunales de primera instancia. El BQP (por sus siglas en vietnamita: Bộ Quốc phòng, Ministerio de Defensa) tiene tribunales militares, que tienen las mismas normas que los tribunales civiles. Los jueces y asesores militares son seleccionados por el BQP y el TSP, pero este último tiene la responsabilidad de supervisión. Aunque la Constitución prevé la independencia de los jueces y los asesores legos (que carecen de formación administrativa), el Departamento de los Estado de Estados Unidos sostiene que Vietnam carece de un poder judicial independiente, en parte porque el Partido Comunista selecciona a los jueces y los examina en función de su fiabilidad política. Además, el partido trata de influir en el resultado de los casos en los que se perciben amenazas para el Estado o la posición dominante del partido. En un esfuerzo por aumentar la independencia judicial, el gobierno transfirió los tribunales locales del Ministerio de Justicia al TSP en septiembre de 2002. Sin embargo, el Departamento de Estado no encontró pruebas de que la medida lograra realmente el objetivo declarado. El poder judicial vietnamita también se ve obstaculizado por la escasez de abogados y por unos procedimientos judiciales rudimentarios. A menudo se impone la pena de muerte en casos de corrupción y tráfico de drogas.
| Oficina                                                  | Nombre           | Partido           | Desde              |
| -------------------------------------------------------- | ---------------- | ----------------- | ------------------ |
| Jefe del Comité Directivo de la Reforma Judicial Central | Nguyễn Xuân Phúc | Partido Comunista | 2021               |
| Presidente del Tribunal Popular Supremo                  | Nguyễn Hòa Bình  | Partido Comunista | 8 de abril de 2016 |
| Director de la Fiscalía Popular Suprema                  | Lê Minh Trí      | Partido Comunista | 8 de abril de 2016 |

## Elecciones
El artículo 6 de la Constitución establece que «el pueblo ejerce el poder del Estado por medio de la Asamblea Nacional y los Consejos Populares, que representan la voluntad y las aspiraciones del pueblo, son elegidos por él y le rinden cuentas». Los diputados (miembros) de la Asamblea Nacional son elegidos directamente de forma democrática mediante votación secreta. Todos los ciudadanos mayores de 18 años, independientemente de su grupo étnico, sexo, posición social, creencias, religión, nivel de educación, ocupación o tiempo de residencia tienen derecho a votar, con las excepciones de los discapacitados mentales y las personas que hayan sido privadas del derecho de voto por ley. Los mayores de 21 años tienen derecho a presentarse como candidatos en las elecciones. Se han establecido tres comisiones electorales para gestionar las elecciones; a nivel central está el Consejo Electoral, a nivel provincial y en las ciudades gestionadas centralmente el Comité Electoral es responsable de la supervisión de las elecciones y la Comisión Electoral es responsable de la supervisión de las elecciones en las circunscripciones.
Los actuales 500 miembros de la Asamblea Nacional fueron elegidos en las elecciones parlamentarias de 2016 y tienen un mandato de cinco años. A pesar de las críticas extranjeras, en general se cree que la Asamblea Nacional se ha hecho más poderosa en los últimos años. Las últimas elecciones se celebraron, según las autoridades, de forma democrática, justa, legal y segura, y se consideraron un éxito. La participación electoral fue del 99,51%; votaron casi 62 millones de personas. En sus respectivas circunscripciones, Nguyễn Phú Trọng, el Secretario General, fue elegido miembro de la Asamblea Nacional con el 85,63 por ciento de los votos, el primer ministro Nguyễn Tấn Dũng fue elegido con el 95,38% y el presidente Trương Tấn Sang fue elegido con el 80,19%. Fuera de la troika gobernante, fue Nguyễn Xuân Phúc, presidente de la Oficina del Gobierno, quien resultó elegido con mayor margen, con el 94,59% de los votos. El número de candidatos autoproclamados fue cuatro veces superior al de las elecciones anteriores. Quince de los 182 candidatos designados por el Gobierno central y la dirección central del partido fueron derrotados en las elecciones. Lê Thị Thu Ba, miembro del Comité Central del Partido y presidente del Comité de la Ley durante la 12.ª Asamblea Nacional (2007-2011), no fue reelegido para la Asamblea Nacional. Varios capitalistas fueron elegidos para la Asamblea, pero debido a la ideología socialista del Estado, no se les permite formar parte de la Comisión de Economía y Presupuesto de la Asamblea.
Nguyễn Sinh Hùng, presidente de la Asamblea Nacional, propuso a Trương Tấn Sang para la Presidencia. 487 diputados de la Asamblea Nacional, lo que supone el 97,4 por ciento, votaron a favor de Trương Tấn Sang. En su discurso de victoria, Trương Tấn Sang dijo: «Me comprometo a mejorar mi calidad moral y a estudiar el ejemplo del difunto presidente Hồ Chí Minh para cooperar con el Gobierno y conseguir que Vietnam se convierta en un país plenamente industrializado en 2015».

### Últimas elecciones parlamentarias
| Partido                                         | Partido                            | Votos      | %     | Puestos | +/- |
| ----------------------------------------------- | ---------------------------------- | ---------- | ----- | ------- | --- |
|                                                 | Partido Comunista de Vietnam       |            |       | 485     | +10 |
|                                                 | No miembros del partido            |            |       | 14      | -5  |
| Vacantes                                        | Vacantes                           |            |       | 1       | –   |
| Total                                           | Total                              |            |       | 500     | +4  |
| Total de votos                                  | Total de votos                     | 69.243.604 | –     |         |     |
| Votantes registrados/participación              | Votantes registrados/participación | 69.523.133 | 99,60 |         |     |
| Fuente: Consejo Nacional Electoral, Vietnamplus |                                    |            |       |         |     |

## Gobierno local
Las provincias y los municipios se subdividen en ciudades, distritos y pueblos. Las provincias y los municipios están controlados centralmente por el gobierno nacional. Las ciudades, los distritos y los pueblos rinden cuentas a nivel local a través de consejos populares elegidos. Algunas ciudades y provincias están bajo el control directo del gobierno central. Las provincias se dividen en distritos, ciudades provinciales y pueblos; las ciudades bajo gobierno directo se dividen en pueblos, distritos urbanos y rurales. A su vez, el distrito se divide en comunas y townlets. En palabras del artículo 118 de la Constitución, «la ciudad provincial y el pueblo se dividen en distritos y comunas; el distrito urbano se divide en distritos». El establecimiento del Consejo Popular y de los Comités Populares se determina por ley.
En las provincias, el Consejo Popular es el «órgano local del poder del Estado» y representa las «aspiraciones y el dominio del pueblo». El Consejo Popular es elegido democráticamente, y es responsable ante el pueblo y ante los órganos superiores del Estado. Debe aprobar resoluciones que son órdenes formales de los órganos superiores del Estado, y actúa en nombre de la Constitución. El Consejo Popular decide los planes de desarrollo socioeconómico, decide el presupuesto y es responsable de la defensa y la seguridad nacionales a nivel local. El diputado (miembro) del Consejo Popular actúa en nombre del pueblo y tiene derecho a hacer propuestas al Consejo Popular y a otros órganos locales del Estado. A su vez, los funcionarios de estos órganos locales tienen la responsabilidad de recibirlas y examinarlas.
El Consejo Popular nombra un Comité Popular, órgano ejecutivo del Consejo Popular. El Comité Popular tiene la responsabilidad de aplicar «la Constitución, la ley, las órdenes formales escritas de los órganos superiores del Estado y las resoluciones del Consejo Popular». El Comité Popular está dirigido por un presidente, que actúa como líder del órgano. Todas las decisiones del Comité Popular se adoptan mediante un proceso de toma de decisiones colegiado, y tienen que «ajustarse a la voluntad de la mayoría». El presidente tiene potestad para anular las decisiones de los órganos permanentes inferiores.
Los funcionarios locales del Frente Vietnamita de la Patria, su jefe local y los funcionarios de otras organizaciones de masas de la localidad tienen derecho a asistir a las reuniones del Consejo Popular y del Comité Popular si se debaten problemas relevantes. Según el artículo 125 de la Constitución, «El Consejo Popular y el Comité Popular presentarán al Frente de la Patria y a las organizaciones de masas informes periódicos sobre la situación local en todos los campos; escucharán sus opiniones y propuestas sobre la construcción del poder local y el desarrollo socioeconómico; cooperarán con ellos para instar al pueblo a colaborar con el Estado en la ejecución de las tareas socioeconómicas, de defensa nacional y de seguridad en la localidad».

### Lista de provincias
| Provincia/Ciudad             | Capital               | Área (km²) | Población | Densidad (/km²) | % Urbano | IDH   | Región                  |
| ---------------------------- | --------------------- | ---------- | --------- | --------------- | -------- | ----- | ----------------------- |
| Provincia de Hà Tĩnh         | Hà Tĩnh               | 6.026,5    | 1.227.038 | 203,6           | 14,9     | 0,543 | Costa Central del Norte |
| Provincia de Nghệ An         | Vinh                  | 16.498,5   | 2.912.041 | 176,5           | 12,9     | 0,547 | Costa Central del Norte |
| Provincia de Quảng Bình      | Đồng Hới              | 8.065,3    | 844.893   | 104,8           | 15,0     | 0,553 | Costa Central del Norte |
| Provincia de Quảng Trị       | Đông Hà               | 4.760,1    | 598.324   | 125,7           | 27,4     | 0,529 | Costa Central del Norte |
| Provincia de Thanh Hóa       | Thanh Hóa             | 11.136,3   | 3.400.595 | 305,4           | 10,4     | 0,579 | Costa Central del Norte |
| Ciudad de Huế                | Ciudad de Huế         | 5.065,3    | 1.087.420 | 214,7           | 36,0     | 0,565 | Costa Central del Norte |
| Provincia de Hà Giang        | Hà Giang              | 7.945,8    | 724.537   | 91,2            | 11,6     | 0,600 | Nordeste                |
| Provincia de Cao Bằng        | Cao Bằng              | 6.724,6    | 507.183   | 75,4            | 16,9     | 0,527 | Nordeste                |
| Provincia de Bắc Kạn         | Bắc Kạn               | 4.868,4    | 293.826   | 60,4            | 16,1     | 0,602 | Nordeste                |
| Provincia de Tuyên Quang     | Tuyên Quang           | 5.870,4    | 724.821   | 123,5           | 13,0     | 0,664 | Nordeste                |
| Provincia de Thái Nguyên     | Thái Nguyên           | 3.546,6    | 1.123.116 | 316,7           | 25,6     | 0,656 | Nordeste                |
| Provincia de Lạng Sơn        | Lạng Sơn              | 8.331,2    | 732.515   | 87,9            | 19,2     | 0,648 | Nordeste                |
| Provincia de Quảng Ninh      | Hạ Long               | 6.099,0    | 1.144.988 | 187,7           | 51,9     | 0,668 | Nordeste                |
| Provincia de Bắc Giang       | Bắc Giang             | 3.827,4    | 1.554.131 | 406,1           | 9,4      | 0,602 | Nordeste                |
| Provincia de Phú Thọ         | Việt Trì              | 3.528,4    | 1.316.389 | 373,1           | 15,8     | 0,513 | Nordeste                |
| Provincia de Lào Cai         | Lao Cai               | 6.383,9    | 614.595   | 96,3            | 21,0     | 0,665 | Nordeste                |
| Provincia de Yên Bái         | Yên Bái               | 6.899,5    | 740.397   | 107,3           | 18,8     | 0,533 | Nordeste                |
| Provincia de Hòa Bình        | Hòa Bình              | 4.684,2    | 785.217   | 167,6           | 15,0     | 0,595 | Noroeste                |
| Provincia de Điện Biên       | Điện Biên Phủ         | 9.562,5    | 490.306   | 51,3            | 15,0     | 0,545 | Noroeste                |
| Provincia de Lai Châu        | Lai Châu              | 9.112,3    | 370.502   | 40,7            | 14,2     | 0,542 | Noroeste                |
| Provincia de Sơn La          | Sơn La                | 14.174,4   | 1.076.055 | 75,9            | 13,8     | 0,497 | Noroeste                |
| Provincia de Bắc Ninh        | Bắc Ninh              | 823,1      | 1.024.472 | 1.244,7         | 23,5     | 0,484 | Delta del río Rojo      |
| Provincia de Hà Nam          | Phủ Lý                | 859,7      | 784.045   | 912,0           | 9,5      | 0,499 | Delta del río Rojo      |
| Provincia de Hải Dương       | Hải Dương             | 1.652,8    | 1.705.059 | 1.031,6         | 19,0     | 0,502 | Delta del río Rojo      |
| Provincia de Hưng Yên        | Hưng Yên              | 923,5      | 1.127.903 | 1.221,3         | 12,1     | 0,501 | Delta del río Rojo      |
| Provincia de Nam Định        | Nam Định              | 1.650,8    | 1.828.111 | 1.107,4         | 17,6     | 0,539 | Delta del río Rojo      |
| Provincia de Ninh Bình       | Ninh Bình             | 1.392,4    | 898.999   | 645,6           | 17,9     | 0,601 | Delta del río Rojo      |
| Provincia de Thái Bình       | Thái Bình             | 1.546,5    | 1.781.842 | 1.152,1         | 9,7      | 0,585 | Delta del río Rojo      |
| Provincia de Vĩnh Phúc       | Vĩnh Yên              | 1.373,2    | 999.786   | 728,1           | 22,4     | 0,523 | Delta del río Rojo      |
| Ciudad de Hanói              | Ciudad de Hanói       | 3.119,0    | 6.451.909 | 2.068,6         | 41,0     | 0,768 | Delta del río Rojo      |
| Ciudad de Hải Phòng          | Ciudad de Hải Phòng   | 1.520,7    | 1.837.173 | 1.208,1         | 46,1     | 0,595 | Delta del río Rojo      |
| Provincia de Đắk Lắk         | Buôn Ma Thuột         | 13.139,2   | 1.733.624 | 131,9           | 24,0     | 0,596 | Altiplano Central       |
| Provincia de Đắk Nông        | Gia Nghĩa             | 6.516,9    | 489.382   | 75,1            | 14,7     | 0,563 | Altiplano central       |
| Provincia de Gia Lai         | Pleiku                | 15.536,9   | 1.274.412 | 82,0            | 28,6     | 0,697 | Altiplano central       |
| Provincia de Kon Tum         | Kon Tum               | 9.690,5    | 430.133   | 44,4            | 33,5     | 0,593 | Altiplano central       |
| Provincia de Lâm Đồng        | Đà Lạt                | 9.776,1    | 1.187.574 | 121,5           | 37,8     | 0,545 | Altiplano central       |
| Provincia de Bình Định       | Qui Nhơn              | 6.039,6    | 1.486.465 | 246,1           | 27,7     | 0,591 | Costa Central Sur       |
| Provincia de Bình Định       | Qui Nhơn              | 6.039,6    | 1.486.465 | 246,1           | 27,7     | 0,591 | Costa Central Sur       |
| Provincia de Khánh Hòa       | Nha Trang             | 5.217,6    | 1.157.604 | 221,9           | 39,9     | 0,555 | Costa Central Sur       |
| Provincia de Phú Yên         | Tuy Hòa               | 5.060,6    | 862.231   | 170,4           | 21,8     | 0,594 | Costa Central Sur       |
| Provincia de Quảng Nam       | Tam Kỳ                | 10.438,3   | 1.422.319 | 136,3           | 18,6     | 0,548 | Costa Central Sur       |
| Provincia de Quảng Ngãi      | Quảng Ngãi            | 5.152,7    | 1.216.773 | 236,1           | 14,6     | 0,618 | Costa Central Sur       |
| Ciudad de Đà Nẵng            | Ciudad de Đà Nẵng     | 1.257,3    | 887.435   | 705,8           | 86,9     | 0,689 | Costa Central Sur       |
| Provincia de Bình Thuận      | Phan Thiết            | 7.836,9    | 1.167.023 | 148,9           | 39,3     | 0,637 | Costa Central Sur       |
| Provincia de Ninh Thuận      | Phan Rang-Tháp Chàm   | 3.363,1    | 564.993   | 168,0           | 36,1     | 0,556 | Costa Central Sur       |
| Provincia de Bà Rịa-Vũng Tàu | Vũng Tàu              | 1.989,6    | 996.682   | 500,9           | 49,9     | 0,700 | Sureste                 |
| Provincia de Bình Dương      | Thủ Dầu Một           | 2.696,2    | 1.481.550 | 549,5           | 29,9     | 0,643 | Sureste                 |
| Provincia de Bình Phước      | Đồng Xoài             | 6.883,4    | 873.598   | 126,9           | 16,5     | 0,665 | Sureste                 |
| Provincia de Đồng Nai        | Biên Hòa              | 5.903,9    | 2.486.154 | 421,1           | 33,2     | 0,489 | Sureste                 |
| Provincia de Tây Ninh        | Tây Ninh              | 4.035,9    | 1.066.513 | 264,3           | 15,6     | 0,537 | Sureste                 |
| Ciudad de Hồ Chí Minh        | Ciudad de Hồ Chí Minh | 2.297,6    | 7.162.864 | 3.528,9         | 83,3     | 0,798 | Sureste                 |
| Provincia de An Giang        | Long Xuyên            | 3.536,8    | 2.142.709 | 605,8           | 28,4     | 0,596 | Delta del río Mekong    |
| Provincia de Bạc Liêu        | Bạc Liêu              | 2.584,1    | 856.518   | 331,5           | 26,1     | 0,586 | Delta del río Mekong    |
| Provincia de Bến Tre         | Bến Tre               | 2.360,2    | 1.255.946 | 532,1           | 9,9      | 0,607 | Delta del río Mekong    |
| Provincia de Cà Mau          | Cà Mau                | 5.331,7    | 1.206.938 | 226,4           | 20,4     | 0,494 | Delta del río Mekong    |
| Provincia de Đồng Tháp       | Cao Lãnh              | 3.376,4    | 1.666.467 | 493,9           | 17,8     | 0,483 | Delta del río Mekong    |
| Provincia de Hậu Giang       | Vị Thanh              | 1.601,1    | 757.300   | 473,0           | 19,6     | 0,666 | Delta del río Mekong    |
| Provincia de Kiên Giang      | Rạch Giá              | 6.348,3    | 1.688.248 | 265,9           | 27,0     | 0,708 | Delta del río Mekong    |
| Provincia de Long An         | Tân An                | 4.493,8    | 1.436.066 | 319,6           | 17,4     | 0,435 | Delta del río Mekong    |
| Provincia de Sóc Trăng       | Sóc Trăng             | 3.312,3    | 1.292.853 | 390,3           | 19,4     | 0,554 | Delta del río Mekong    |
| Provincia de Tiền Giang      | Mỹ Tho                | 2.484,2    | 1.672.271 | 673,2           | 13,7     | 0,811 | Delta del río Mekong    |
| Provincia de Trà Vinh        | Trà Vinh              | 2.295,1    | 1.003.012 | 437,0           | 15,3     | 0,676 | Delta del río Mekong    |
| Provincia de Vĩnh Long       | Vĩnh Long             | 1.479,1    | 1.024.707 | 692,8           | 15,3     | 0,503 | Delta del río Mekong    |
| Ciudad de Cần Thơ            | Ciudad de Cần Thơ     | 1.401,6    | 1.188.435 | 847,9           | 65,9     | 0,389 | Delta del río Mekong    |